# För ordning och rättvisa
Socialpolitiska rörelsen För ordning och rättvisa, Mişcării social-politice Pentru Ordine şi Dreptate (MOD) var ett politiskt parti i Moldavien, bildat år 2000.
Året därpå gick man samman med Partidului Naţional Liberal och bildade Socialliberala unionen Moldavisk kraft.